# Artère cérébelleuse inféro-antérieure

Principales artères du cervelet.

Pour les articles homonymes, voir Artère cérébelleuse, pica et AICA.
L'artère cérébelleuse antéro-inférieure (ou AICA, acronyme de l'anglais) est une artère du cervelet. C'est une branche collatérale, paire, de l'artère basilaire qui est impaire. Elle vascularise la partie antéro-inférieure du cervelet. Elle donne également une branche à destination du labyrinthe.